# Xã Crawford, Quận Yell, Arkansas
Xã Crawford (tiếng Anh: Crawford Township) là một xã thuộc quận Yell, tiểu bang Arkansas, Hoa Kỳ. Năm 2010, dân số của xã này là 43 người.